# Ermetismo (letteratura)
Con il termine ermetismo si intende non un vero e proprio movimento letterario del Novecento, ma un atteggiamento assunto da un gruppo di poeti. 
Il termine, adottato da Francesco Flora nel 1936, rimanda ad una concezione mistica della parola poetica perché fa riferimento alla figura leggendaria e mistica, risalente al periodo ellenistico, di Ermete Trismegisto (Ermete il tre volte grandissimo), al quale erano attribuiti testi filosofico-misterici e spirituali del II-III secolo d.C., che si ispiravano all'antica sapienza egizia celata nell'enigmatico linguaggio dei geroglifici. Tuttavia un possibile legame si può trovare anche con Ermete, dio delle scienze occulte, a sottolineare la difficoltà di comprensione di questo genere di poesia. Nel 1938 Carlo Bo pubblicò un saggio su Il Frontespizio, Letteratura come vita, contenente i fondamenti teorico-metodologici della poesia ermetica.

## Descrizione
Sul piano letterario con il termine ermetismo si sottolinea una poesia dal carattere chiuso (ermetico) e complesso, solitamente ottenuto attraverso un susseguirsi di analogie di non immediata interpretazione, e l'uso innovativo di figure retoriche classiche, nonché allitterazioni e una ricerca di musicalità. I principali iniziatori di questo stile poetico furono gli allora giovani Salvatore Quasimodo, Mario Luzi, Leonardo Sinisgalli e Alfonso Gatto .  Eugenio Montale e Giuseppe Ungaretti vengono definiti erroneamente dei membri dell'Ermetismo, ma il primo ne prende pubblicamente le distanze, mentre il secondo ne anticipa solamente le tematiche nel "Sentimento del Tempo".
Alle radici della poesia ermetica ci sono le esigenze espressive non solo del decadentismo francese ma anche quelle di Rilke, Eliot, García Lorca, del simbolismo di Pascoli e del surrealismo. Tale poesia, per l'assoluta ricerca di essenzialità, ha assunto il nome di poesia pura in cui la parola poetica, liberata da ogni eco realistica, ha una magia evocativa e dove l'analogia e l'armonia della parola hanno il compito di svelare l'ignoto. Ne risulta una poesia concentrata ed essenziale, in cui l'anima si concede come per "illuminazioni liriche" (si ricordino le Illuminazioni di Rimbaud).
Non fu certamente estranea all'ermetismo la lezione dei vociani, i quali del decadentismo d'oltralpe accolgono, oltre a certe forme tecniche espressive, anche la concezione della poesia come attimo, illuminazione, frammento. La poesia ermetica contiene una tensione metafisica proiettata verso l'ineffabile, verso il silenzio e l'assenza. È quindi presente un fondo misticheggiante, esplicitamente religioso in Mario Luzi, che si esprime nell'attesa di una rivelazione trascendente, di un "Altro" la cui presenza è intuita ma rimane lontana e irraggiungibile. L'atmosfera che ne deriva è quindi di sospensione atemporale.
Scrive G. Preti: "L'esperienza esistenzialista è stata particolarmente vissuta, e ha dato i risultati più convincenti forse nella letteratura, in Germania per opera della corrente che va da Rilke a Carossa, in Italia per opera di quella corrente poetica che ebbe inizio con Giuseppe Ungaretti e che fu detta ermetismo, in quanto appunto volle essere una radicale presa di contatto della persona con la radice esistenziale del suo essere e con la crisi che questa sempre provoca nella vita; in Francia per opera di Jean-Paul Sartre".

## I temi e lo stile dell'ermetismo

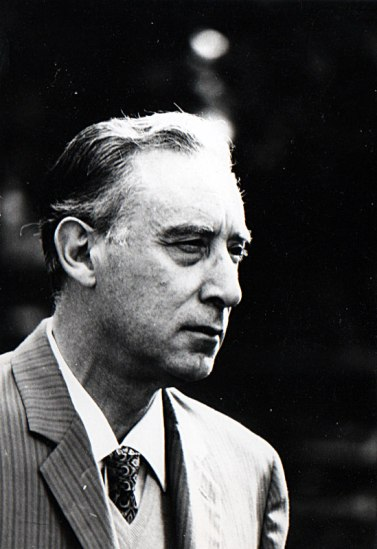
Mario Luzi

Lo stile dell'ermetismo, difficile e chiuso nella ricerca della forma analogica, insieme all'approfondimento di una nascosta esperienza interiore contraddistinse questo gruppo che, rifiutando in modo diretto ogni impegno politico e sociale, cercava di staccarsi dalla cultura fascista. Tra questi giovani intellettuali, alcuni assunsero posizioni antifasciste come Romano Bilenchi, Elio Vittorini, Alfonso Gatto e Vasco Pratolini. 
La censura dell'ermetismo è una presa di posizione contro la manipolabilità e la facilità comunicativa della nascente società di massa, che si esplica nella propaganda dei regimi dittatoriali (come il fascismo) sorti dopo la prima guerra mondiale. La poesia, allora, si rinchiude e si assume il compito di ridare un senso alla parola, di risemantizzarla, di usarla solo quando necessaria.
I poeti ermetici perseguono l'ideale di una “poesia pura”, libera da ogni finalità pratica, essenziale, senza scopo educativo. Il tema centrale della poesia ermetica è il senso della solitudine disperata dell'uomo moderno che ha perduto fede negli antichi valori, nei miti della civiltà romantica e positivistica e non ha più certezze a cui ancorarsi saldamente. L'uomo vive in un mondo incomprensibile, sconvolto dalle guerre e offeso dalle dittature, pertanto ha una visione sfiduciata della vita, priva di illusioni. Gli ermetici rifiutano la parola come atto di comunicazione per lasciarle solo il carattere evocativo. La loro poesia è una poesia di stati d'animo, di ripiegamento interiore espresso in un tono raccolto e sommesso, con un linguaggio raffinato ed evocativo che sfuma ogni riferimento diretto all'esperienza in un gioco di allusioni.
All'interno dell'ermetismo sono presenti due filoni: cattolico o purista e laico o storicista.

Nel primo filone è presente il tema dell'"assenza" che è anche "attesa" verso una figura salvifica, nel filone purista l'analogia risulta essere complessa, in quanto è più lontana dalla realtà. Nel filone storicista, invece, l'analogia è più vicina alla realtà. Tra i poeti ermetici italiani molto vicini alla realtà troviamo il calabrese Franco Costabile. Questi due filoni non sono contrapposti ma vicini.

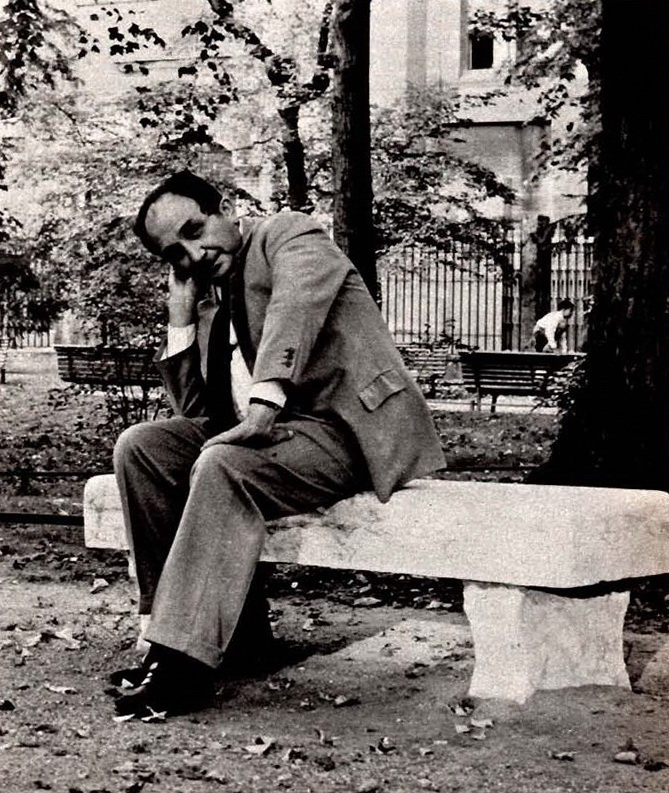
Alfonso Gatto

Gli ermetici si servono della forma dell'analogia per rappresentare la condizione tragica dell'esistenza umana isolandosi in uno spazio interiore a difesa dalla retorica fascista.
I poeti ermetici si ispirarono al secondo libro di Ungaretti, ovvero Sentimento del Tempo, ed alle analogie complesse in esso contenute;
Nel campo della critica ermetica, autorevole fu la figura di Carlo Bo che, con il suo discorso La letteratura come vita del 1938, scrisse il vero manifesto ermetico parlando di poesia intesa come momento dell'assoluto. Tra gli altri teorici e critici dell'ermetismo si ricordano Oreste Macrì, Giansiro Ferrata, Luciano Anceschi e lo stesso Mario Luzi. 
Nella seconda metà degli anni trenta maturarono a Firenze, intorno alle riviste Il Frontespizio e Solaria, un vero gruppo di ermetici che, prendendo come riferimento Ungaretti, Quasimodo e Onofri, si rifacevano direttamente al simbolismo europeo e si affacciavano alle più recenti esperienze di quegli anni, come al surrealismo e all'esistenzialismo.

## Definizione
È estremamente diffusa la convinzione profondamente errata secondo cui un componimento, per essere considerato ermetico, dovrebbe necessariamente comporsi di un lessico di difficile comprensione, aulico o folto di termini sconosciuti ai più. Prese in questo senso, allora, dovrebbero essere ermetiche molte poesie di Carducci o D'Annunzio. Il dettato ermetico risulta difficile, invece, come si evince anche dal paragrafo precedente, per la pluralità di significati che un testo anche lessicalmente elementare riesce a veicolare, in particolare per il carattere fortemente elusivo della sintassi e del lessico, depositario di un significato che è percepito esclusivamente dal poeta, e spesso nemmeno dall'autore stesso che manifesta in questo modo l'indecifrabilità del reale e delle proprie stesse percezioni. Il parere dei letterati è tuttora diviso in proposito allo scarso interesse di alcuni poeti ermetici (ma non tutti: alcuni si trovavano infatti nelle prime file della Resistenza) nei confronti del fascismo. Alcuni sostengono che gli ermetici fossero tacitamente d'accordo con Mussolini, altri invece ritengono che avessero bandito una silenziosa lotta culturale e ideologica nei confronti del fascismo. È noto infatti che quei pochi ermetici che non attaccarono apertamente il fascismo, non abbracciarono però la cultura.